# Taartvork

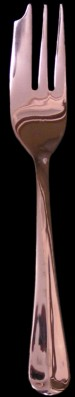
Een taartvork

Een taartvork of gebaksvorkje is een kleinere vork die gebruikt wordt om taart mee te eten. Een taartvork heeft meestal drie tanden en is wat kleiner dan een dessert- of fruitvork.
Taartvorkjes hebben vaak één bredere buitenste tand, waarmee een stukje van het gebak afgesneden kan worden, inclusief de stuggere korst. Bij vorkjes voor rechtshandigen bevindt deze bredere tand zich (vanaf de holle kant gezien) aan de linkerkant, bij vorkjes voor linkshandigen aan de rechterkant. De tand heeft aan het eind een kleine inkeping aan de binnen- of buitenkant, waardoor hij toch puntig is.
Taartvorken van deze vorm werden zeker al in de tweede helft van de 19e eeuw geproduceerd.

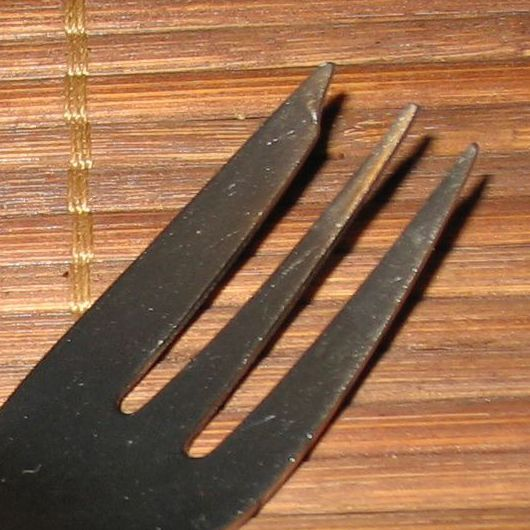
Een taartvork voor rechtshandigen met links de bredere tand, die een inkeping aan de binnenkant heeft
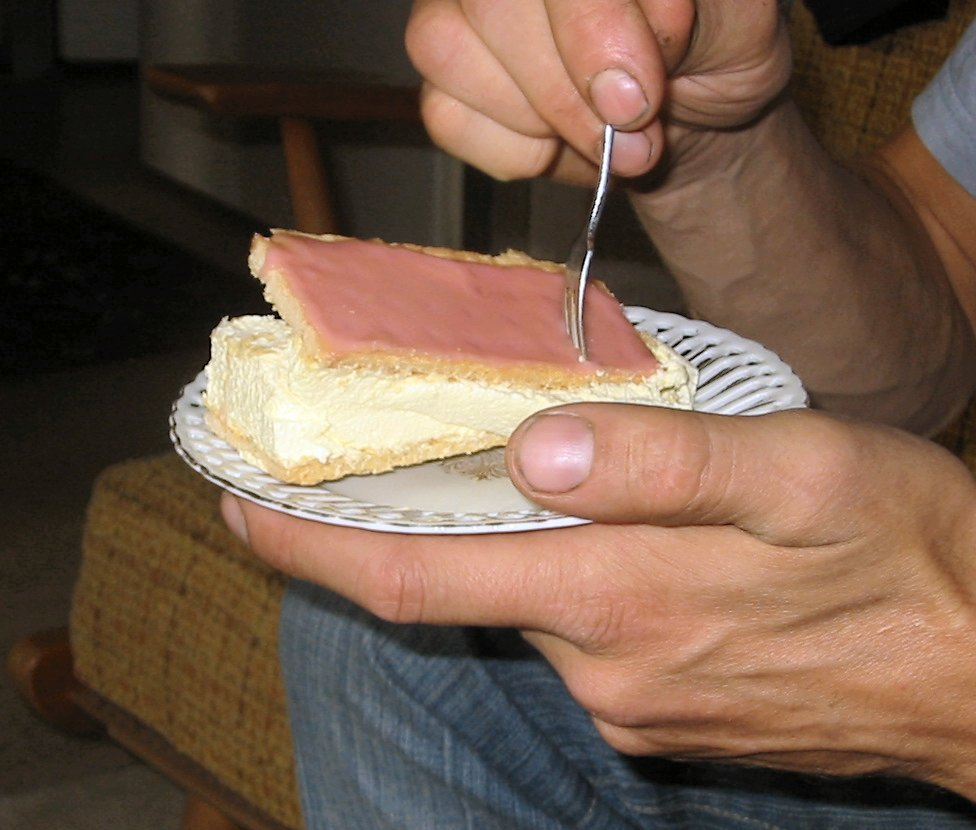
Tompoezen zijn, zelfs met een taartvorkje, moeilijk te eten